# Barbara Maltby
Barbara Maltby, née en 1948, est une joueuse de squash représentant les États-Unis. Elle est championne des États-Unis en 1980 et 1981. En 2000, Barbara Maltby fait partie de la classe inaugurale des intronisés au temple de la renommée du squash américain.

## Biographie
En tant qu'étudiante de premier cycle, Barbara Maltby, est élue meilleure athlète féminine à l'université de Pennsylvanie, mais elle ne commence à pratiquer le squash que plus tard, alors qu'elle travaillait dans les laboratoires médicaux de l'université pour envoyer son mari Lew à la faculté de droit. Puis Lew est devenu avocat criminaliste et après avoir obtenu son diplôme de universitaire en 1970, Barbara Maltby apprend le squash avec le redoutable Norm Brammall au Cynwyd Club. Barbara Maltby est la première femme américaine à mettre l'accent sur l'entraînement et la forme physique, s’entraînant cinq à six heures par jour et sa passion palpable pour le squash contribue à révolutionner le jeu. Pendant six années consécutives, elle occupe le premier rang aux États-Unis, et après avoir perdu cinq fois en finale des championnats nationaux, elle réussit à percer avec deux titres consécutifs au début des années 1980. Participante précoce à la tournée professionnelle féminine naissante, elle représente les États-Unis à deux reprises dans des compétitions internationales et remporte deux Omnium nord-américains (softball) à Toronto. En double, Barbara Maltby remporte cinq titres avec Jane Stauffer, Joyce Davenport et Jody Law et en double mixte avec Mike Pierce. Sept chirurgies du genou l'ont finalement amenée à prendre sa retraite, mais pas avant que Barbara Maltby n'ait inauguré une nouvelle ère de squash féminin compétitif et en forme physique.

## Palmarès

### Titres
- Carol Weymuller Open : 5 titres (1975-1979)
- Championnats des États-Unis : 2 titres (1980, 1981)

### Finales
- Championnats des États-Unis : 5 finales (1975-1979)